# Henrik Holm
Henrik Holm (n, 22 de agosto de 1968 en Taby, Suecia) es un jugador de tenis con nacionalidad sueca. En su carrera ha conquistado cinco torneos a nivel ATP, su mejor posición fue Nº17 en julio de 1993.

## Títulos (5; 0+5)

### Dobles (5)
| Leyenda                |
| Grand Slam (0)         |
| Tennis Masters Cup (0) |
| ATP Masters Series (0) |
| ATP Tour (5)           |

| N.º | Fecha | Torneo   | Pareja        | Oponentes en la final            | Resultado     |
| --- | ----- | -------- | ------------- | -------------------------------- | ------------- |
| 1.  | 1993  | Róterdam | Anders Järryd | David Adams Andrei Olhovskiy     | 6–4, 7–6      |
| 1.  | 1993  | Múnich   | Martin Damm   | Carl-Uwe Steeb Karel Nováček     | 6–0, 3–6, 7–5 |
| 1.  | 1993  | Båstad   | Anders Järryd | Brian Devening Tomas Nydahl      | 6-1, 3-6, 6-3 |
| 1.  | 1994  | Zaragoza | Anders Järryd | Martin Damm Karel Nováček        | 7–5, 6–2      |
| 1.  | 1994  | Tokio    | Anders Järryd | Sébastien Lareau Patrick McEnroe | 6–4, 6–2      |